# 덕진돈대
덕진돈대(德津墩臺)는 인천광역시 강화군 불은면 덕성리 846에 있는 돈대이다.

## 개요
덕진돈대는 덕진진에 소속된 2개 돈대 중 하나이다. 북쪽의 광성보와 남쪽의 초지진 중간에 위하여 강화수로의 가장 중요한 요새지이기도 하다. 신미양요(1872) 당시 미국함대와 48시간 동안 치열할 포격전을 전개하였는데, 이 때 파괴되었던 것을 1977년에 복원하였다.

## 척화비
덕진돈대에는 강화척화비가 있다. 크기는 147×53×28cm이다.